# جسیکا مدسن
جسیکا شرلی مدسن (انگلیسی: Jessica Shirley Madsen؛ زادهٔ ۱۱ آوریل ۱۹۹۲) بازیگر اهل کره جنوبی بازیگر انگلیسی است. او بیشتر به‌خاطر نقش کلاریس در فیلم ترسناک صورت‌چرمی (۲۰۱۷) و نقش کرسیدا کاوپر در مجموعهٔ تاریخی نتفلیکس، بریجرتون (۲۰۲۰ تاکنون) شناخته می‌شود.

## اوایل زندگی و تحصیلات
مدسن در لندن از پدرش ینس مدسن و مادرش جولیا تایموِل به دنیا آمد و در شهرستان سازی بزرگ شد. مادرش، تایموِل، هنرمند است و در سرزمینی که امروزه زیمبابوه نام دارد به دنیا آمده و در آفریقای جنوبی بزرگ شده است. یکی از خویشاوندان مادری او (عمهٔ مادرِ مادربزرگش) نویسندهٔ انگلیسی دوروثی ویپل بود. مدسن از طرف پدر دارای‌تبار دانمارکی است. او تحصیلات ابتدایی خود را در مدرسهٔ مقدماتی نوتردام در کابم گذراند. سپس در مدرسهٔ موسیقی و درامای گیلدهال آموزش دید و در سال ۲۰۱۳ فارغ‌التحصیل شد.